# Am I the Enemy
Am I the Enemy è il terzo album in studio del gruppo musicale statunitense The Red Jumpsuit Apparatus, pubblicato il 30 agosto 2011 dalla Collective Sounds e dalla RED Distribution.
Il primo singolo, Reap, è stato pubblicato il 26 aprile 2011 su iTunes, mentre il brano Dive Too Deep è stato pubblicato in esclusiva sul sito ufficiale dei Grammy Awards il 27 luglio 2011. Il 1º luglio 2012 viene estratto come secondo singolo dall'album l'omonimo Am I the Enemy, per cui viene realizzato anche un video ufficiale, diretto da Chris Folkens.

## Tracce
Testi e musiche di John Feldmann e Ronnie Winter, eccetto dove indicato.
1. Salvation - 3:35
2. Reap - 3:22
3. Wake Me Up - 3:28 (DeStafano, Winter)
4. Am I the Enemy - 3:18
5. Dreams - 3:36
6. Dive Too Deep - 3:29 (Carter, Kitchens, Winter)
7. Where Are the Heroes - 3:09 (Carter, Feldmann, Griffin, Winter)
8. Angel in Disguise - 3:43
9. Don't Lose Hope - 3:25 (Carter, Hodges, Winter)
10. Fall from Grace - 3:02 (Carter, Kitchens, Winter)
11. Choke - 2:50 (Carter, Kitchens, Winter)
12. Reap (Radio Edit) - 3:22

Tracce bonus nell'edizione deluxe su iTunes
1. Forever Numb - 3:00
2. You Get Me High - 4:40
3. Salvation (Lyric Video) - 3:44
4. Reap (Lyric Video) - 3:30

Traccia fantasma su Amitheenemy.com
1. Not Like Before - 3:52

## Formazione
- Ronnie Winter - voce, chitarra addizionale
- Matt Carter - chitarra solista
- Joey Westwood - basso
- Duke Kitchens - chitarra ritmica, piano, cori
- Jon Wilkes  - batteria, cori

## Classifiche
| Classifica (2011)         | Posizione massima |
| ------------------------- | ----------------- |
| Stati Uniti               | 61                |
| Stati Uniti (alternative) | 7                 |
| Stati Uniti (digital)     | 24                |
| Stati Uniti (independent) | 6                 |
| Stati Uniti (rock)        | 7                 |